# Géza Tuli
Géza Títusz Tuli (* 4. Januar 1888 in Budapest; † 30. Januar 1966 ebenda) war ein ungarischer Turner.

## Erfolge
Géza Tuli nahm 1912 an den Olympischen Spielen in Stockholm teil und gehörte bei diesen zur ungarischen Turnriege im Mannschaftsmehrkampf. Dabei traten insgesamt fünf Mannschaften an, die aus 16 bis 40 Turnern bestanden und während des einstündigen Wettkampfs gleichzeitig antreten mussten. Bewertet wurden neben der Ausführung der Übungen an den Geräten auch das Verlassen und der Wechsel der Geräte sowie der Einmarsch zu Beginn. Am Ende wurden anhand eines Durchschnittswerts der einzelnen Nationen die Abschlussplatzierungen ermittelt. Neben den Ungarn traten auch Turnriegen aus Italien, Großbritannien, dem Deutschen Reich und Luxemburg an. Mit 53,15 Punkten setzten sich die Italiener gegen ihre Konkurrenten durch. Die Ungarn erzielten indes 45,45 Punkte und belegten damit vor den drittplatzierten Briten mit 36,90 Punkten den zweiten Platz. Tuli gewann somit zusammen mit Lajos Aradi, Imre Erdődy, József Berkes, Samu Fóti, Imre Gellért, Győző Halmos, István Herczeg, Ottó Hellmich, József Keresztessy, János Krizmanich, Elemér Pászti, Árpád Pédery, Jenő Réti, Ferenc Szűts und Ödön Téry die Silbermedaille.
Mit seinem Budapester Turnverein BTC wurde Tuli dreimal ungarischer Meister im Mannschaftsmehrkampf. 1921 beendete er seine Turnkarriere und wurde Abteilungsleiter für Turnen beim Budapester Turnverein BBTE. Außerdem war er Chefinspekteur der Budapest Gasfabrik.